# Vincenzo Gioberti

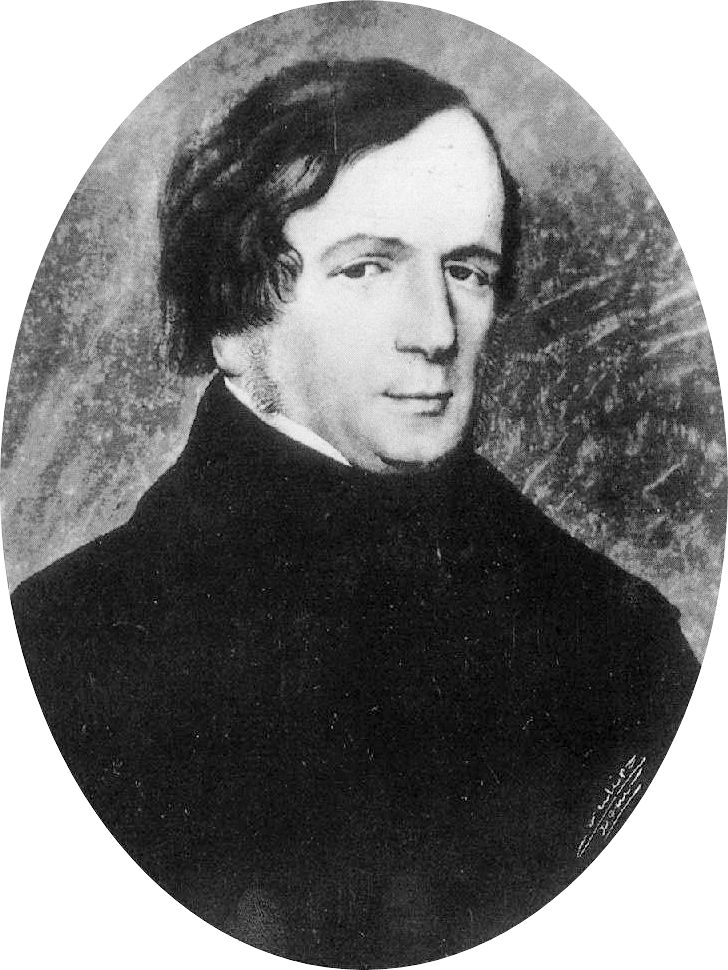
Vincenzo Gioberti

Vincenzo Gioberti (* 5. April 1801 in Turin; † 26. Oktober 1852 in Paris) war ein italienischer Politiker und Philosoph. Er gilt als Vorreiter des Neoguelfismus.

## Leben

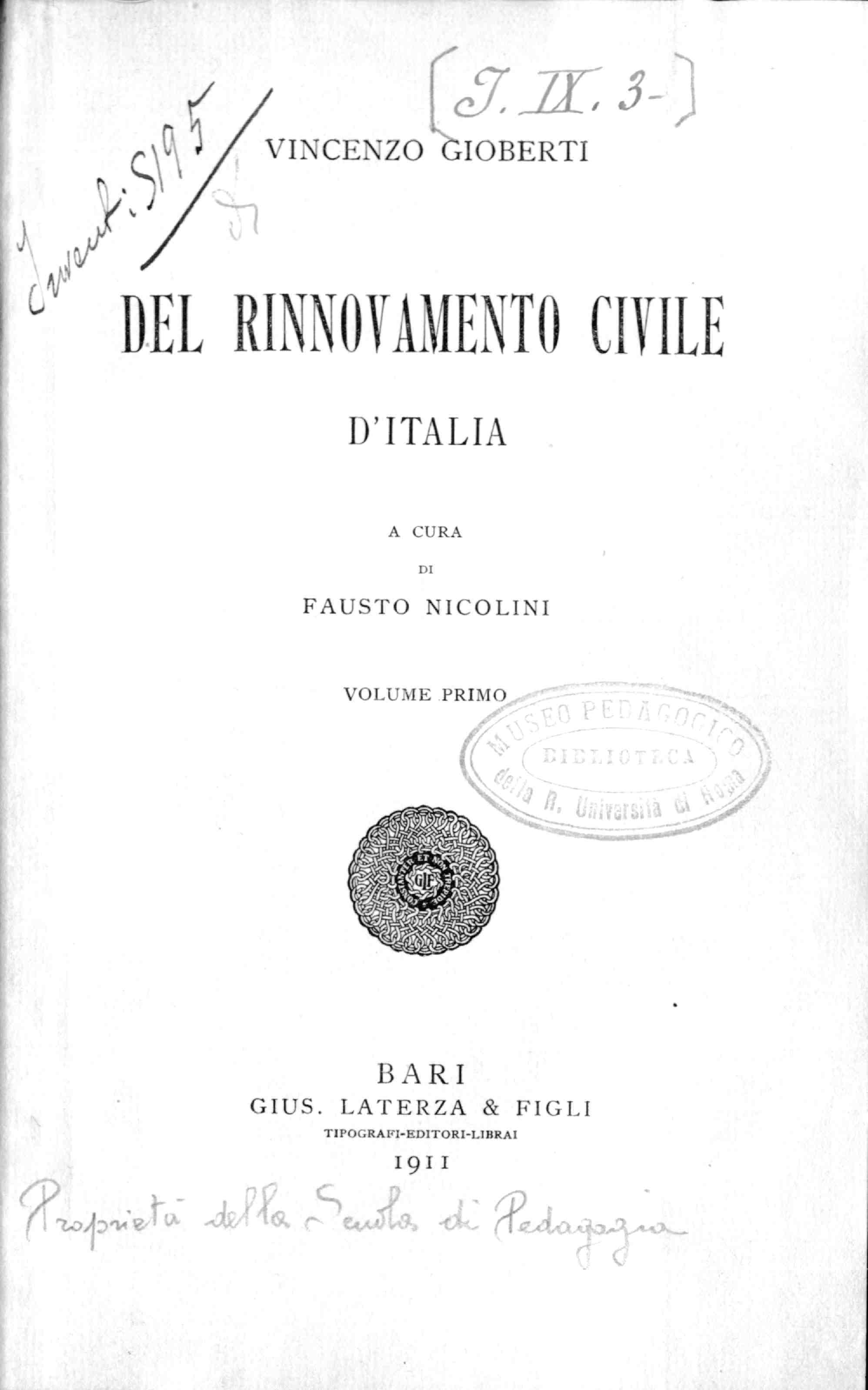
Del rinnovamento civile d’Italia, 1911

Gioberti studierte Theologie am Priesterkolleg der Oratorianer seiner Heimatstadt. 1825 konnte er dieses Studium erfolgreich beenden und wurde noch im selben Jahr zum Priester geweiht. Anschließend betraute man ihn mit einem Lehrauftrag an der Universität Turin. Wahrscheinlich hatte er dort erstmals Kontakt zu Sympathisanten der Carbonari. Dem Risorgimento gegenüber war Gioberti sehr aufgeschlossen, da er wie der Demokrat Giuseppe Mazzini nach einer Einigung aller italienischen Länder zu einem unabhängigen Staat strebte – wobei Gioberti schon früh ein „vereintes Italien unter päpstlicher Führung“ favorisierte.
Als nach politischen Wirren 1831 Karl Albert zum König von Sardinien-Piemont gekrönt worden war, holte dieser Gioberti als Prediger an seinen Hof. Intrigen und die Unmöglichkeit, selbst politisch zu handeln, veranlassten Gioberti 1833, seine Ämter bei Hof niederzulegen. Noch im selben Jahr wurde er als „Carbonaro“ verhaftet und vier Monate eingekerkert. Dann wurde die Anklage fallengelassen und er „auf Lebenszeit“ verbannt.
Gioberti ging nach Frankreich und ließ sich in Paris nieder. 1835 wechselte er nach Brüssel und wirkte dort als Sprachlehrer. Als ein Bekannter dort eine Privatschule eröffnete, bekam Gioberti einen Lehrauftrag als Dozent für Philosophie. Während dieser Jahre des Exils verfasste Gioberti bereits erste politische Schriften, mit denen er seine politischen wie philosophischen Theorien verbreitete.
Mitte 1845 kehrte Gioberti nach Paris zurück und lehrte auch dort als Dozent für Theologie und Philosophie. Als 1846, bedingt durch die liberale Politik König Karl Alberts, eine „Amnestie für politische Vergehen“ ausgerufen wurde, nahm Gioberti nicht sofort an. Inzwischen hatte er gerade aufgrund seiner politischen Ideen eine große Anhängerschaft und wurde bei seiner Ankunft in Turin am 29. April 1848 enthusiastisch gefeiert. Ein Amt in der Regierung König Karl Alberts lehnte er ab und nahm stattdessen ein politisches Amt in seiner Vaterstadt an. Aber zwischen Dezember 1848 und Februar 1849 wirkte Gioberti dann doch als Ministerpräsident (Präsident des Ministerrates) des Königreichs Sardinien-Piemont. Als nach der Krönung von König Viktor Emanuel II. im März 1849 die politischen Ämter neu verteilt wurden, entsandte man ihn als Vertreter des Königreichs Sardinien-Piemont an den Hof nach Frankreich, um dort die Interessen seines Landes zu vertreten.
Als Gioberti von diesem Posten abberufen worden war, ging er für einige Zeit nach Brüssel, um sich seinen eigenen Forschungen und Studien zu widmen. Durch Betreiben von Papst Pius IX. wurde Gioberti eine Art Ehrenrente angeboten, verbunden mit einer eventuellen Beförderung innerhalb der Kirche. Gioberti lehnte ab und verbrachte seine letzten Jahre nahezu vergessen und in Armut in Paris. Dort starb er an einem Schlaganfall im Alter von 51 Jahren am 26. Oktober 1852.
Die Académie royale des Sciences, des Lettres et des Beaux-Arts de Belgique (Classe des Lettres et des Sciences morales et politiques) nahm ihn 1846 als assoziiertes Mitglied auf.

## Rezeption
Das philosophische Werk Giobertis wurde und wird sehr unterschiedlich beurteilt. Der italienische Philosoph Antonio Rosmini-Serbati sah in Gioberti den letzten Vertreter mittelalterlichen Denkens; sein französischer Kollege Victor Cousin sprach Gioberti den Status des Philosophen ab, da er zu sehr im Einklang mit Kirche und Glauben stehe. Giobertis philosophische Theorien thematisieren eine Ontologie, nach der der Seiende den Existierenden „ex nihilo“ (aus dem Nichts) schafft. Gott ist der einzige Seiende, alles andere sind reine Existenzen. Gott ist die Quelle aller menschlichen Erkenntnis (der Ideen), die eins ist und sich in Gott selbst widerspiegelt. Sie wird direkt von der Vernunft abgeleitet, aber um dazu nützlich zu sein, muss sie darin widergespiegelt werden, und das lediglich durch sprachliche Mittel. Eine Kenntnis des Seienden und der (konkreten, nicht abstrakten) Existenzen und ihrer jeweiligen Beziehungen ist für den Anfang der Philosophie notwendig.
Gioberti ist in gewissem Sinne ein Platoniker. Er setzt Religion mit Zivilisation gleich und fordert in seinem Werk Del primato morale eine Vormachtstellung des Papstes. Nach Giobertis Theorien sollte der Heilige Stuhl das Geeinte Italien philosophisch-theologisch wie auch politisch in die Zukunft führen.
In seinem Exil wurde Gioberti nach eigenem Bekunden u. a. von seinem Freund Paolo Pallia beeinflusst. Nach einigen kleineren Arbeiten konnte Gioberti ab 1839 die ersten Teile seiner Introduzione allo studio della filosofia veröffentlichen. Hier führt er seine Theorien aus, nach denen die Religion in letzter Konsequenz der Ausdruck eines „zivilisierten Lebens“ sei. Nur durch die richtige (also katholische) Religion kann man sich von der „bloßen Existenz“ abgrenzen und unterscheiden.
Seine weiteren Schriften, wie zum Beispiel Del primato morale e civile degl’Italiani oder Rinnovamento civile d’Italia, zeugen von Giobertis Orthodoxie, aber auch von seinem Kampf um eine bessere Zukunft Italiens.
1848, nach der Rückkehr Giobertis nach Rom, setzten die Jesuiten bei Papst Pius IX. eine Ächtung einiger Schriften Giobertis durch. Noch im selben Jahr wurden diese dann offiziell verboten und kamen auf den Index Librorum Prohibitorum. Die politischen Ereignisse der nächsten Jahre bewirkten eine Liberalisierung, die Giuseppe Massari dazu bewog, ab 1856 eine erste Werkausgabe von Vincenzo Gioberti zu veröffentlichen.

## Werke (Auswahl)
- Del primato morale e civile degli italiani (1843)
- Del rinnovamento civile d’Italia (1851)
- Protologia
- La filosophia della rivelazzione